# 라스트 왈츠
라스트 왈츠(The Last Waltz)는 캐나다-미국의 록 그룹 더 밴드의 콘서트로, 1976년 11월 25일 추수감사절을 맞아 미국 샌프란시스코 윈터랜드 볼룸에서 개최되었다.
이 콘서트는 빌 그레이엄이 제작, 관리하였으며 감독 마틴 스콜세지가 동명의 제목으로 다큐멘터리로 1978년 영화화하였다. 로비 로버트슨 등이 주연으로 출연하였고 로비 로버트슨 등이 제작에 참여하였다.
라스트 왈츠는 지금까지 만들어진 가장 위대한 다큐멘터리 콘서트 영화 중 하나로 간주된다.

## 출연

### 주연
- 로비 로버트슨
- 릭 단코
- 리처드 매뉴엘
- 레본 헬름
- 가스 허드슨

### 조연
- 에릭 클랩튼
- 닐 다이아몬드
- 밥 딜런
- 조니 밋첼
- 닐 영
- 임미루 해리스
- 링고 스타
- 로니 호킨스
- 론 우드

## 제작진
- 프로듀서: 빌 그레이엄
- 라인프로듀서: 프랭크 마샬
- 협력프로듀서: 스티븐 프린스
- 미술: 보리스 레벤